# Військовий інститут мов (США)
Військовий інститут мов (англ. Defense Language Institute) — навчальний і науково-дослідний заклад міністерства оборони США, що складається з двох окремих підрозділів (Інститут іноземних мов та Центр англійської мови), які забезпечують мовну і країнознавчу підготовку фахівців в інтересах міністерства оборони, федеральних агентств, а також інших клієнтів по всьому світу. Основна частина діяльності інституту спрямована на викладання іноземних мов для членів Міністерства оборони США, а також викладання англійської мови для міжнародних співробітників. Інші функції включають в себе планування, розробку навчальних програм і наукових досліджень з теорії і практики вивчення другої мови.
Штаб-квартира розташована в місті Монтерей.

## Історія
Центр іноземних мов (DLIFLC) веде свою історію від початку вступу вступу Сполучених Штатів у Другу світову війну, коли армія США заснувала таємну школу з бюджетом 2000 доларів для навчання японської мови. Заняття розпочалися 1 листопада 1941 року з чотирма інструкторами та 60 студентами в покинутому авіаційному ангарі в Кріссі Філд.
Генерал Джозеф Стілвелл і генерал Джордж Маршалл вивчали китайську мову як офіцери, дислоковані в Китаї, і зрозуміли необхідність забезпечення мовної підготовки для рядових військ, створивши мовну програму в 1924 році, щоб навчити американських солдатів і офіцерів в Азії зачаткам розмовної китайської. Через напружені відносини між Японією та США в період наростання війни, невелика група офіцерів, які раніше проходили службу в Японії, побачила потребу в підрозділі розвідки, який міг би розуміти японську мову. Цю групу офіцерів очолювали підполковник Джон Векерлінг і капітан Кай Расмуссен. Американо-японський майор Джон Ф. Айсо та рядовий першого класу Артур Канеко були визнані кваліфікованими лінгвістами разом із двома цивільними інструкторами, Акірою Осідою та Шігеєю Кіхарою, і стали першими інструкторами мовної школи військової розвідки США (MISLS).
Студентами були в основному американці японського походження (англ. Nisei) із Західного узбережжя, які вивчили японську мову від своїх батьків у першому поколінні, але здобули освіту в США і чия японська мова була дещо обмеженою, «кібей», американці японського походження, які здобули освіту в Японії і говорили японською, як і самі японці, разом з двома кавказькими студентами, які народилися в Японії як сини місіонерів.
Під час війни різко зросла мовна школа військової розвідки (MISLS), як її почали називати. Після нападу на Перл-Харбор американці японського походження на західному узбережжі та на території Гаваїв були переміщені в табори для інтернованих у 1942 році. Через антияпонські настрої армія провела загальнонаціональне опитування щодо найменш ворожого середовища та перемістила школу до колишньої Міннесоти. До 1944 року школа виросла з цих закладів і переїхала до Форту Снеллінг неподалік. Там школа розрослася до 125 класних кімнат з понад 160 викладачами. Понад 6000 її випускників служили на Тихому океані під час війни та окупації Японії.
У 1946 році Форт Снеллінг був дезактивований, і школа повернулася до Президії Монтерей. Там її перейменували на Війському мовну школу. Холодна війна прискорила розвиток школи в 1947—1948 роках. Інструкторів набирали з усього світу, серед яких були носії більш ніж тридцяти мов. Найбільшою програмою стала російська мова, за нею йшли китайська, корейська та німецька.
Центр англійської мови Військового інституту іноземних мов веде історю з травня 1954 року. У 1966 році Міністерство оборони створило Школу англійської мови Військового інституту іноземних мови і передало її під контроль армії США, хоча школа залишалася на авіабазі Лекленд. У 1976 році Міністерство оборони призначило ВПС США виконавчим агентом школи.
У 1963 році різні військові програми з вивчення іноземних мов були об'єднані в програму під назвою Військовий інститут іноземних мов (англ. Defense Language Institute). Штаб новоствореної організації був розміщений у Вашингтоні, округ Колумбія. Колишній комендант армійської мовної школи полковник Джеймс Л. Коллінз молодший став першим директором інституту.